# Spiros Markezinis
Spiros Vasiliou Markezinis (en griego, Σπυρίδων Μαρκεζίνης; Atenas, 22 de abril de 1909 – ibídem, 4 de enero de 2000) fue un político griego, miembro del Parlamento Helénico y brevemente primer ministro de Grecia durante 48 días durante el intento de gobierno militar de Georgios Papadopoulos.

## Comienzos en política
Spiros Markezinis era miembro de familia acaudalada de la isla de Santorini. Se graduó en ley y ciencia política en la universidad de Atenas, y se incorporó a la práctica particular del derecho. En 1936, lo designaron consejero de Jorge II, una actividad en la cual permaneció hasta 1946. El inicio de la Segunda Guerra Mundial y la ocupación de Grecia forzó al rey huir del país, mientras que Markezinis permanecía para luchar como parte de las milicias de la resistencia. Markezinis fue elegido miembro del parlamento durante las elecciones de 1946 por el Partido de Unidad Nacional de las Cícladas. Pronto después de eso, dejó el partido y fundó Partido Nuevo, el segundo de muchos partidos por los cuales pasaría. Partido Nuevo ganó el 2,5 % del voto en las elecciones parlamentarias de 1950, suficientes para conseguir el asiento de Markezinis en el parlamento.

## Reforma económica
En 1949, Markezinis fue designado ministro, asignándole el control efectivo sobre la política económica del gobierno, coordinando las actividades de varios ministerios económicos. En abril de 1953, Markezinis organizó una devaluación del 50% de la dracma en relación con el dólar, dicha reforma contenía además,  restricciones a las importaciones. Las políticas monetarias eficaces de Markezinis se materializan en un aumento de exportaciones y de la demanda del consumo, facilitan también la disminución de la inflación y del déficit de balanza comercial. Markezinis fue considerado en ese entonces como un posible sucesor en la dirección del partido y posible primer ministro en caso de retiro del mariscal Aléxandros Papagos.